# Trioza mira
Trioza mira är en insektsart som beskrevs av Leonard D. Tuthill 1943. Trioza mira ingår i släktet Trioza och familjen spetsbladloppor. Inga underarter finns listade i Catalogue of Life.